# Katrin Johnson
Katrin Johnson es una deportista canadiense que compitió en vela en la clase 470. Ganó una medalla de oro en el Campeonato Mundial de 470 de 1985.

## Palmarés internacional
| \| Campeonato Mundial \| Campeonato Mundial \| Campeonato Mundial \| Campeonato Mundial \| \| Año \| Lugar \| Medalla \| Clase \| \| ------------------ \| -------------------------- \| ------------------ \| ------------------ \| \| 1985 \| Marina di Carrara (Italia) \| Medalla de oro \| 470 \| |                            |                |       |
| Campeonato Mundial |                            |                |       |
| Año | Lugar                      | Medalla        | Clase |
| 1985 | Marina di Carrara (Italia) | Medalla de oro | 470   |